# Δ11-脂肪酸デサチュラーゼ
Δ11-脂肪酸デサチュラーゼ（Δ11-fatty-acid desaturase）は、次の化学反応を触媒する酸化還元酵素である。
アシルCoA + 還元型受容体 + O2 {\displaystyle \rightleftharpoons } Δ11-アシルCoA + 受容体 + 2 H2O
この酵素の基質はアシルCoA、還元型受容体とO2で、生成物はΔ11-アシルCoA、受容体とH2Oである。
組織名はacyl-CoA,hydrogen donor:oxygen Δ11-oxidoreductaseで、別名にΔ11 desaturase、fatty acid Δ11-desaturase、TpDESN、Cro-PG、Δ11 fatty acid desaturase、Z/E11-desaturase、Δ11-palmitoyl-CoA desaturaseがある。